# 索维尼亚克
索维尼亚克（法語：Sauvignac，法語發音：[soviɲak]）是法国夏朗德省的一个市镇，属于干邑区。

## 地理
索维尼亚克（45°15'24"N, 0°4'53"W）面积11.62 平方千米，位于法国新阿基坦大区夏朗德省，该省份为法国西部内陆省份，北起德塞夫勒省和维埃纳省，东临上维埃纳省，东南至多尔多涅省，南至多爾多涅省，西接滨海夏朗德省。
与索维尼亚克接壤的市镇（或旧市镇、城区）包括：圣瓦利耶、伊维耶、博雷斯和马尔特龙、勒富尤、拉热内图兹。

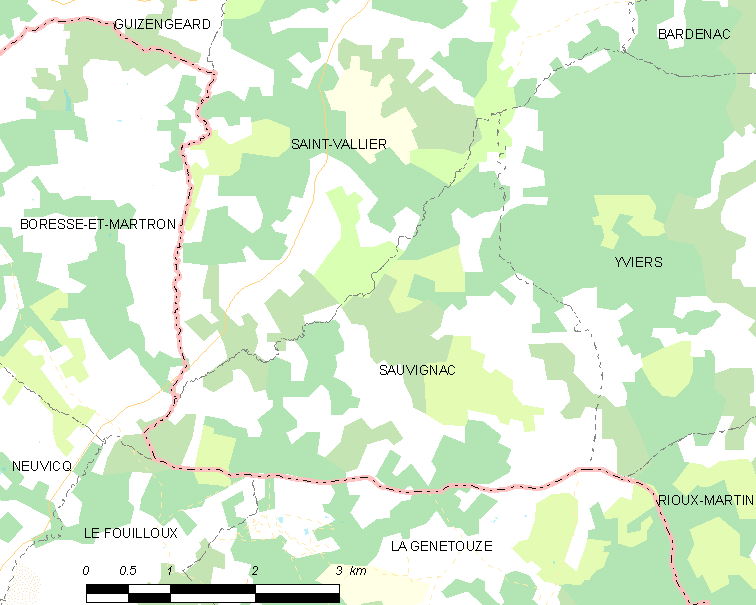
索维尼亚克的OSM定位图

索维尼亚克的时区为UTC+01:00、UTC+02:00（夏令时）。

## 行政
索维尼亚克的邮政编码为16480，INSEE市镇编码为16365。

## 政治
索维尼亚克所属的省级选区为夏朗德南县。

## 人口

1962-2008年间索维尼亚克人口变化图示

索维尼亚克于2022年1月1日时的人口数量为98人。